# 黄寿人
黄寿人（1906年—1978年），原名长华，字瑞章，男，江苏南京人，中国中医学家，曾任武汉市中医医院院长，第三届全国人大代表，第五届全国政协委员。